# Cleeve (Somerset)
Cleeve est une paroisse civile et un village du Somerset, en Angleterre.